# Tony Foresta
Tony Foresta, all'anagrafe Anthony Russell Foresta (Petersburg, 20 maggio 1976), è un cantante statunitense, noto per la sua militanza nei gruppi crossover thrash Municipal Waste e Iron Reagan, dei quali è leader e fondatore.

## Biografia
Nato a Petersburg e cresciuto a Richmond, inizia fin da subito ad appassionarsi alla musica rock, stringendo rapporti con vari musicisti locali, tra i quali Randy Blythe e Land Phil. Determinante per la sua carriera, infatti, sarà la collaborazione con Phil, con cui fonda i Municipal Waste nel 2001. Nato inizialmente come hobby, il suo progetto avrà un riscontro fortemente positivo da parte del pubblico: lo stile musicale proposto dalla band unisce elementi hardcore punk con suoni di stampo thrash metal, dando vita ad un sound del tutto originale, riscontrato soprattutto nei primi due album Waste 'Em All e Hazardous Mutation. Nel 2012, sempre insieme a Land Phil, fondatore dell'ulteriore progetto dei Cannabis Corpse, forma gli Iron Reagan con musicisti provenienti da varie band come Hellbear e Darkest Hour. Riproponendo lo stile musicale dei Municipal Waste, pubblica con la sua nuova band tre album in studio:Worse Than Dead, The Tyranny of Will e Crossover Ministry.

## Discografia

### Con i Municipal Waste
- 2003 - Waste 'Em All
- 2005 - Hazardous Mutation
- 2007 - The Art of Partying
- 2009 - Massive Aggressive
- 2012 - The Fatal Feast

### Con gli Iron Reagan
- 2013 - Worse Than Dead
- 2014 - The Tyranny of Will
- 2017 - Crossover Ministry